# Aspres de Còrps
Aspres de Còrps (en francès Aspres-lès-Corps) és un municipi francès situat al departament dels Alts Alps i a la regió de Provença – Alps – Costa Blava.

## Demografia
| 1851                                       | 1962 | 1968 | 1975 | 1982 | 1990 | 1999 | 2006 | 2014 |
| ------------------------------------------ | ---- | ---- | ---- | ---- | ---- | ---- | ---- | ---- |
| 689                                        | 165  | 181  | 147  | 147  | 119  | 121  | 131  | 111  |
| Des de 1962: població sense dobles comptes |      |      |      |      |      |      |      |      |

## Administració
| Període   | Identitat       | Partit |
| --------- | --------------- | ------ |
| 2001-2008 | Roger Barban    |        |
| 2008-2014 | Maurice Mathieu |        |
| 2014-2020 | Françoise Mary  |        |
| 2020-     | Alain Templier  |        |